# 6534 Carriepeterson
6534 Carriepeterson eller 1995 DT1 är en asteroid i huvudbältet som upptäcktes 24 februari 1995 av den amerikanske astronomen Timothy B. Spahr vid Catalina Station. Den är uppkallad efter Carolyn H. Peterson.
Asteroiden har en diameter på ungefär 13 kilometer och den tillhör asteroidgruppen Alauda.